# 土生翔平
土生 翔平（はぶ しょうへい、1989年8月16日 - ）は、広島県尾道市出身の元プロ野球選手（外野手）。右投左打。

## 経歴

### プロ入り前
尾道市立美木中学校時代は尾道シニア(リトルシニア)でプレイ。広陵高等学校3年時は主将を務め、三塁手のレギュラーとして第79回選抜高等学校野球大会でベスト8まで進んだ。第89回全国高等学校野球選手権大会では準決勝の常葉菊川戦で主戦の田中健二朗から先制のソロホームランを放つなど活躍し、エースの野村祐輔、小林誠司、1学年後輩の上本崇司らと共にチームを準優勝に導いた。
高校卒業後は、早稲田大学に進学。外野手にコンバートされ、2年時の春からレギュラーに定着すると、4季連続で打率3割以上を記録し、3年時の秋には首位打者を獲得した。しかし、主将を務めた4年時は打率1割台と極度の不振に陥った。リーグ通算81試合に出場、267打数80安打、打率.300、4本塁打、32打点、15盗塁、ベストナイン2回。
2011年10月27日、プロ野球ドラフト会議で広島東洋カープから4位指名を受けた。ドラフト会議前は4位以下の指名の場合は社会人野球のトヨタ自動車へ進む意向を示していたが、ドラフト会議後、苑田聡彦スカウト部長と尾形佳紀スカウトから指名あいさつを受け、プロ入りへ前向きな姿勢を見せた。同年11月16日、広島との契約に合意し仮契約を結んだ。背番号は43。日本人の着用は上原晃以来、15年ぶり。

### プロ入り後
プロ入りから4年間は、一軍出場が無かった。
2016年5月31日に一軍初出場を果たし、6番ライトで初スタメンとなった6月3日の福岡ソフトバンクホークス戦でプロ初安打を放った。
2018年は一軍出場が無く、10月2日に戦力外通告を受けた。11月12日に2019年度よりスコアラーとして契約することが球団から発表された。

## 選手としての特徴・人物
ライナー性の打球が持ち味でバットコントロールに優れたアベレージヒッター。遠投105m、50m6秒3で足・肩も水準以上と評価されている。
広島県の尾道市出身で、市民球場時代からカープの試合を見に行っていた。ドラフトで下位指名なら社会人野球に進む予定だったが、指名された球団が地元だったことで入団に気持ちが傾いたという。

## 詳細情報

### 年度別打撃成績
| 年 度    | 球 団    | 試 合 | 打 席 | 打 数 | 得 点 | 安 打 | 二 塁 打 | 三 塁 打 | 本 塁 打 | 塁 打 | 打 点 | 盗 塁 | 盗 塁 死 | 犠 打 | 犠 飛 | 四 球 | 敬 遠 | 死 球 | 三 振 | 併 殺 打 | 打 率 | 出 塁 率 | 長 打 率 | O P S |
| -------- | -------- | ----- | ----- | ----- | ----- | ----- | -------- | -------- | -------- | ----- | ----- | ----- | -------- | ----- | ----- | ----- | ----- | ----- | ----- | -------- | ----- | -------- | -------- | ----- |
| 2016     | 広島     | 5     | 9     | 8     | 0     | 1     | 0        | 0        | 0        | 1     | 0     | 0     | 0        | 0     | 0     | 1     | 0     | 0     | 1     | 0        | .125  | .222     | .125     | .347  |
| 2017     | 広島     | 5     | 2     | 1     | 0     | 0     | 0        | 0        | 0        | 0     | 0     | 0     | 0        | 1     | 0     | 0     | 0     | 0     | 0     | 0        | .000  | .000     | .000     | .000  |
| NPB：2年 | NPB：2年 | 10    | 11    | 9     | 0     | 1     | 0        | 0        | 0        | 1     | 0     | 0     | 0        | 1     | 0     | 1     | 0     | 0     | 1     | 0        | .111  | .200     | .111     | .311  |

### 年度別守備成績
| 年 度 | 球 団 | 外野  | 外野  | 外野  | 外野  | 外野  | 外野     |
| 年 度 | 球 団 | 試 合 | 刺 殺 | 補 殺 | 失 策 | 併 殺 | 守 備 率 |
| ----- | ----- | ----- | ----- | ----- | ----- | ----- | -------- |
| 2016  | 広島  | 2     | 7     | 0     | 0     | 0     | 1.000    |
| 2017  | 広島  | 4     | 2     | 0     | 0     | 0     | 1.000    |
| 通算  | 通算  | 6     | 9     | 0     | 0     | 0     | 1.000    |

### 記録
初記録
- 初出場：2016年5月31日、対千葉ロッテマリーンズ1回戦（QVCマリンフィールド）、7回表に石原慶幸の代打で出場
- 初打席：同上、石川歩から空振り三振
- 初先発出場：2016年6月3日、対福岡ソフトバンクホークス1回戦（MAZDA Zoom-Zoomスタジアム広島）、6番・右翼手で先発出場
- 初安打：同上、7回裏に東浜巨から右前安打

### 背番号
- 43 （2012年 - 2018年）